# 挑幡
挑幡又称建瓯挑幡，起源于明末抗清名将郑成功在闽（今福建省）的“抗清复明”活动。当时闽北地区（建宁府，今建瓯市），大批造船工匠（多为建瓯大洲村村民）加入到郑成功的队伍中。随军横渡台湾海峡后，部分建瓯将士于农历正月二十四凯旋，乡邻街巷男女老幼欢欣鼓舞，奔走相告，家家户户设酒宴，搭台唱戏庆贺。当时，将土们将带回的军旗高高挂在竹竿上，尽情挥舞，藉此纪念壮烈捐躯的弟兄。从此,每逢正月二十四，大洲村百姓都要擂鼓鸣锣，进行挑幡庆祝和纪念。随着时间推移，便逐渐演化成今建瓯民间特有的挑幡习俗。